# Le Gentil Petit Loup
 (juillet 2020).
Pour plus de détails, voir Fiche technique et Distribution.
Le Gentil Petit Loup (The Turn-Tale Wolf en anglais) est un cartoon américain Merrie Melodies de 1952 réalisé par Robert McKimson. 